# Алана де ла Гарса
Алана де ла Гарса (на английски: Alana de la Garza) е американска актриса. Известна е с ролята си на помощник–прокурора Кони Рубироза в телевизионния сериал „Закон и ред“ (17, 18, 19 и 20 сезон).

## Биография
Родена е на 18 юни 1976 г. в град Калъмбъс, САЩ. Баща ѝ е от мексикано-американски произход, а майка ѝ от ирландско-американски.
Живяла е в Ел Пасо, Тексас, където печели два местни конкурса за красота. Записва се да учи в Университета на Тексас физиотерапия и социални дейности. Работила е като учител на деца със специални нужди. След завършването на университета живее за кратко в Орландо, Флорида, където получава малки роли, а след това заминава за Ню Йорк. През 2001 г. получава ролята на Роза Сантос в сапунената опера „Всички мои деца“. През същата година участва в музикални видеоклипове на Brooks & Dunn към песента Ain't Nothing Bout You и на O-Town към песента All or Nothing. Има гостуващи роли в епизоди на „Военна прокуратура“, „Чародейките“, „Двама мъже и половина“ и „Лас Вегас“. Участва в сериала „Планината“ от 2003 г., за ролята си в който получава висока оценка.
През 2005 г. се снима във филма Mr. Fix-It заедно с Дейвид Бореанас, а също и като гост звезда в премиерния епизод на пети сезон на сериала „Смолвил“. В периода 2005 – 2006 г. участва в четвъртия сезон на хитовия сериал „От местопрестъплението: Маями“ в ролята на Марисол Делко. Два пъти е включена в онлайн галерията „Момичетата на Максим“.
През 2006 г. се присъединява към екипа на сериала „Закон и ред“ и в продължение на последните му четири сезона изпълнява ролята на помощник-прокурора Кони Рубироза, за чиято роля получава голямо одобрение от критиката. Номинирана е шест пъти за тази си роля – четири пъти за наградата Imagen Award (2007 г. за най-добра поддържаща женска роля в телевизионен сериал, а през 2009, 2010 и 2011 г. за най-добра женска роля в същата категория) и два пъти за наградата ALMA (2008 и 2009 г. за най-добра поддържаща женска роля в драматичен сериал). През 2008 г. тя печели наградата Impact Award на Националната медийна коалиция на испаноговорещите за невероятно изпълнение в драматичен телевизионен сериал.
От 2008 г. Алана е новото лице на Garnier Nutritioniste cosmetics.
От януари 2011 г. Алана продължава да се снима в ролята на Кони в „Закон и ред: Лос Анджелис“, но сериалът е спрян след края на първия си сезон поради нисък рейтинг.
През септември 2011 г. се завръща в премиерния епизод на 10 сезон на „От местопрестъплението: Маями“ отново в ролята на Марисол Делко.

## Личен живот
На 31 май 2008 г. се омъжва за дългогодишния си приятел – писателя Майкъл Робъртс, в Орландо, Флорида. Имат две деца: син – Киърън Томас Робъртс, роден на 28 септември 2010 г., и дъщеря – Лив Елена Робъртс, родена на 7 юли 2013 г.

## Подбрана филмография
- Всички мои деца (2001) – Роза Сантос
- Военна прокуратура (2003) – Мария Елена
- Планината (2003) – Мария Серано
- Ел Сегундо (2004) – Делисия
- Лас Вегас (2004) – Шели
- Двама мъже и половина (2004) – Кристал
- Смолвил (2005) – Аетир
- Чародейките (2005) – Силвия
- От местопрестъплението: Маями (2005 – 2011) – Марисол Делко
- Mr. Fix-It (2006) – София Фиоре
- Закон и ред (2006 – 2010) – Кони Рубироза
- Закон и ред: Лос Анджелис (2011) – Кони Рубироза
- ФБР (2019 - ) - Изабел Кастел